# كونيغسبروك
كونيغزبروك (بالألمانية: Königsbrück) هي بلدة ألمانية تقع في ألمانيا في ساكسونيا.  يقدر عدد سكانها بـ 4,622 نسمة .